# Тинг, Сэмюэл
Сэмюэл Чжаочжун Тинг (Дин) (丁肇中; англ. Samuel Chao Chung Ting; пиньинь: Dīng Zhàozhōng; Уэйд—Джайлз: Ting¹ Chao⁴-chung¹; род. 27 января 1936, Анн-Арбор) — американский физик-ядерщик китайского происхождения, лауреат Нобелевской премии по физике 1976 года «за основополагающий вклад по открытию тяжёлой элементарной частицы нового типа» (J/ψ-мезона) совместно с Бертоном Рихтером.
Член Национальной академии наук США (1977), иностранный член Академии наук СССР (1988), Китайской академии наук (1994).

## Ранние годы и образование
Родился в семье китайских учёных. Вскоре после рождения Сэмюэла они уехали в Китай, впоследствии на Тайвань. В возрасте 20 лет Сэмюэл Тинг вернулся в США. Высшее образование получил в Мичиганском университете (докторская степень по физике в 1962 году). Преподавал в Колумбийском университете, с 1967 года — в Массачусетском технологическом институте (профессор с 1969 года).

## Личная жизнь
Женился на Сьюзен Маркс в 1985 году. У них сын, Кристофер, 1986 года рождения. Кроме того, у Сэмюэла есть две дочери, Жанна и Эми, от более раннего брака.

## Общественная деятельность
В 1992 году подписал «Предупреждение человечеству».